# Regimentarz

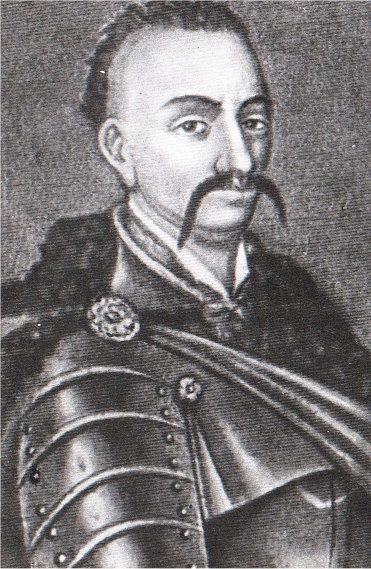
Jeden z regimentarzy – Jeremi Wiśniowiecki

Regimentarz (łac. regimen – kierowanie, rządzenie od regere – kierować) – w Rzeczypospolitej XVII–XVIII w. zastępca hetmana lub mianowany przez hetmana, króla albo sejm dowódca wydzielonej grupy wojsk, sprawujący swe funkcje okresowo, kiedy hetmani nie mogli wykonywać swoich obowiązków. W XVII w. regimentarzem nazywano także dowódcę pospolitego ruszenia podczas nieobecności właściwego kasztelana czy wojewody. Dowódców wojsk konfederackich nazywano regimentarzami generalnymi.
Jednym z pierwszych regimentarzy mianowano w 1623 roku Stefana Chmieleckiego, mającego zastępować hetmana polnego koronnego Stanisława Koniecpolskiego w obronie Ukrainy przed najazdami tatarskimi podczas jego pobytu w niewoli tureckiej po klęsce cecorskiej.
W czasie wojny polsko-rosyjskiej 1632–1634 król Władysław IV mianował regimentarzem Aleksandra Gosiewskiego, jednocześnie wzywając obu hetmanów litewskich Lwa Sapiehę i Krzysztofa Radziwiłła na sejm koronacyjny, lecz rozkaz ten został zignorowany.
W 1648 roku, gdy hetman wielki koronny Mikołaj Potocki i hetman polny koronny Marcin Kalinowski na skutek klęski korsuńskiej dostali się do niewoli – wówczas powołano trzech regimentarzy: Mikołaja Ostroroga, Władysława Dominika Ostrogskiego-Zasławskiego i Aleksandra Koniecpolskiego, później zamiast nich Jeremiego Wiśniowieckiego i Andrzeja Firleja, a w roku następnym regimentarzami zostali: Stanisław Lanckoroński oraz ponownie Aleksander Koniecpolski i Firlej.
W okresie Potopu, w związku z przejściem na stronę Szwedów hetmana wielkiego litewskiego Janusza Radziwiłła, regimentarzem w latach 1655–1656 był Paweł Sapieha.
W Koronie również zabrakło hetmanów (Stanisław Rewera Potocki i Stanisław Lanckoroński) i dowódców (Aleksander Koniecpolski, Dymitr Wiśniowiecki, Jan Sobieski), którzy przysięgli wierność Karolowi Gustawowi. W tej sytuacji regimentarzem został mianowany Stefan Czarniecki, który nawet po powrocie wszystkich dowódców wojskowych pozostał na stanowisku z powodu wyjątkowo dużej masy wojska potrzebnej do walki ze Szwedami i na wojnie z Rosją.
Czasami zdarzało się, że sam hetman powoływał regimentarza, gdy z różnych powodów nie mógł dowodzić osobiście. Tak uczynił Jan III Sobieski, który w 1666 mianował regimentarzem Sebastiana Machowskiego, a w 1672 Stanisława Karola Łużeckiego. W 1668 funkcję regimentarza pełnił Władysław Wilczkowski. Od końca XVII wieku, gdy wojsko zaczęło być dzielone na partie i dywizje, powoływani na dowódców regimentarze z hetmańskiego nadania stali się częstym przypadkiem.
Konfederacja dzikowska i barska miały regimentarzy generalnych, którzy dowodzili całą siłą zbrojną konfederacji. W konfederacji barskiej regimentarze ziem i województw byli wojskowymi zastępcami marszałków ziemskich i wojewódzkich.
Ostatni raz w dziejach regimentarze pojawili się podczas powstania listopadowego, kiedy to w 1830 roku dwóm regimentarzom powierzono organizację nowych formacji wojskowych.